# Convenenza
La convenenza (de l'occità, acord o pacte) és un element de la pràctica ritual del catarisme, que es va desenvolupar al sud de França entre la segona meitat del segle xii i el final del segle xiii.
El ritu i el sagrament essencial del catarisme és el consolamentum, que és una forma de baptisme destinat al moribund o la gent que demana convertir-se en càtars Perfectes. Aquest ritual requeria que la persona estigués conscient i pogués recitar la pregària del Parenostre.
Amb la convenenza, el creient pactava amb l'Església càtara per a rebre el consolamentum a l'hora de la seva mort, tot i estar inconscient.
Aquest ritu es va desenvolupar especialment a mitjans del segle xiii, és a dir, quan a causa de la guerra i la persecució els creients càtars solien estar en perill de mort.